# Перкинс, Ларри
Ла́рри Пе́ркинс (англ. Larry Perkins; 18 марта 1950, Кауэнджи, Виктория, Австралия) — австралийский автогонщик, пилот Формулы-1 и владелец команды в серии V8 Supercars. Сын автогонщика Эдди Перкинса (победитель 1955 RedeX Round Australia Trial), любовь Ларри к машинам развилась с ранних лет. Он ушёл из гонок в 2003, когда ему было 53, а сейчас он владеет командой V8 Supercar. Так же он известен как человек с большим чувством юмора. Его псевдоним «LP», но он часто себя называл «Larrikin Larry».
После победы в чемпионате Австралийской Формулы-2 в 1972, Перкинс посетил Европу, где он получил титул в Европейской Формулы-3. Также он принял участие в Формуле-1 в сезонах 1974, 1976 и 1977. После неудачи в получении постоянного места в команде он вернулся в Австралию где он практически сразу, побеждает в Формуле-5000.
Ларри также является отцом гонщика V8 Supercar Джека Перкинса. Перкинс был включён в Зал славы V8 Supercar в 2008.

## Результаты выступлений в Формуле-1
| Легенда к таблице |                                                                    |
| --- | ------------------------------------------------------------------ |
| В таблице перечислены результаты всех Гран-при Формулы-1, в которых принимал участие гонщик. Строками таблицы являются сезоны, столбцами — этапы чемпионата мира. В каждой клетке указаны сокращённое название этапа и результат, дополнительно обозначенный цветом. Расшифровка обозначений и цветов представлена в нижеследующей таблице. |                                                                    |
| \| Пример \| Описание \| \| ------------ \| ------------------------------------------------------------------ \| \| 1 \| Победитель \| \| 2 \| Второе место \| \| 3 \| Третье место \| \| 5 \| Финишировал, заработав очки \| \| Сход \| Не финишировал, но при этом заработал очки \| \| 12 \| Финишировал, не получив очков \| \| НКЛ \| Финишировал, но не попал в финальную классификацию \| \| 15 \| Участвовал вне зачёта, либо по отдельной классификации \| \| 18 \| Не финишировал, но попал в финальную классификацию \| \| Сход \| Не финишировал \| \| НКВ \| Не прошёл квалификацию \| \| НПКВ \| Не прошёл предквалификацию \| \| ДСК \| Дисквалифицирован \| \| ИСК \| Исключён из протокола соревнований \| \| ТТ \| Заявлен для участия только в тренировках \| \| НС \| Участвовал в квалификации, но не стартовал в гонке \| \| Т \| Травмирован или болен \| \| ОТК \| Отказ от участия \| \| НТР \| Прибыл на соревнования, но на трассу не выезжал \| \| НПР \| Был заявлен в числе участников, но не прибыл к началу соревнований \| \| О \| Соревнования отменены \| \| \| Не участвовал \| \| Поул-позиция \| \| \| Быстрый круг \| \| |                                                                    |
| Пример | Описание                                                           |
| 1 | Победитель                                                         |
| 2 | Второе место                                                       |
| 3 | Третье место                                                       |
| 5 | Финишировал, заработав очки                                        |
| Сход | Не финишировал, но при этом заработал очки                         |
| 12 | Финишировал, не получив очков                                      |
| НКЛ | Финишировал, но не попал в финальную классификацию                 |
| 15 | Участвовал вне зачёта, либо по отдельной классификации             |
| 18 | Не финишировал, но попал в финальную классификацию                 |
| Сход | Не финишировал                                                     |
| НКВ | Не прошёл квалификацию                                             |
| НПКВ | Не прошёл предквалификацию                                         |
| ДСК | Дисквалифицирован                                                  |
| ИСК | Исключён из протокола соревнований                                 |
| ТТ | Заявлен для участия только в тренировках                           |
| НС | Участвовал в квалификации, но не стартовал в гонке                 |
| Т | Травмирован или болен                                              |
| ОТК | Отказ от участия                                                   |
| НТР | Прибыл на соревнования, но на трассу не выезжал                    |
| НПР | Был заявлен в числе участников, но не прибыл к началу соревнований |
| О | Соревнования отменены                                              |
| | Не участвовал                                                      |
| Поул-позиция |                                                                    |
| Быстрый круг |                                                                    |

| Год  | Команда                    | Шасси            | Двигатель          | 1   | 2        | 3      | 4      | 5     | 6       | 7        | 8       | 9       | 10  | 11      | 12       | 13       | 14     | 15       | 16       | 17  | Место | Очки |
| ---- | -------------------------- | ---------------- | ------------------ | --- | -------- | ------ | ------ | ----- | ------- | -------- | ------- | ------- | --- | ------- | -------- | -------- | ------ | -------- | -------- | --- | ----- | ---- |
| 1974 | Dalton-Amon International  | Amon AF101       | Cosworth V8        | АРГ | БРА      | ЮАР    | ИСП    | БЕЛ   | МОН     | ШВЕ      | НИД     | ФРА     | ВЕЛ | ГЕР НКВ | АВТ      | ИТА      | КАН    | США      |          |     | -     | 0    |
| 1976 | HB Bewaking Alarm Systems  | Boro Ensign N175 | Cosworth V8        | БРА | ЮАР      | СШЗ    | ИСП 13 | БЕЛ 8 | МОН НКВ | ШВЕ Сход | ФРА     | ВЕЛ     | ГЕР | АВТ     | НИД Сход | ИТА Сход |        |          |          |     | -     | 0    |
| 1976 | Martini Racing             | Brabham BT45     | Alfa Romeo Flat 12 |     |          |        |        |       |         |          |         |         |     |         |          |          | КАН 17 | США Сход | ЯПО Сход |     | -     | 0    |
| 1977 | Rotary Watches Stanley BRM | BRM P207         | BRM V12            | АРГ | БРА Сход |        |        |       |         |          |         |         |     |         |          |          |        |          |          |     | -     | 0    |
| 1977 | Rotary Watches Stanley BRM | BRM P201B/204    | BRM V12            |     |          | ЮАР 15 |        |       |         |          |         |         |     |         |          |          |        |          |          |     | -     | 0    |
| 1977 | Team Surtees               | Surtees TS19     | Cosworth V8        |     |          |        | СШЗ    | ИСП   | МОН     | БЕЛ 12   | ШВЕ НКВ | ФРА НКВ | ВЕЛ | ГЕР     | АВТ      | НИД      | ИТА    | США      | КАН      | ЯПО | -     | 0    |

## Гоночная карьера
| Сезон | Серия                                      | Место | Машина                                              | Команда                 |
| ----- | ------------------------------------------ | ----- | --------------------------------------------------- | ----------------------- |
| 1970  | Australian Formula Ford Series             | 5     | Elfin 600 Ford                                      |                         |
| 1971  | TAA Formula Ford «Driver To Europe» Series | 1     | Elfin 600 Ford                                      |                         |
| 1972  | Australian Formula 2 Championship          | 1     | Elfin 600B Ford                                     |                         |
| 1975  | Еврокубок Формулы-3                        | 1     | Ralt RT1 Ford                                       |                         |
| 1979  | Rothmans International Series              | 1     | Elfin MR8 Chevrolet                                 | Ansett Team Elfin       |
| 1981  | Australian Touring Car Championship        | 26    | Holden Commodore VC                                 | Peter Janson            |
| 1985  | Australian Touring Car Championship        | 25    | Holden Commodore VK SSGroupA                        |                         |
| 1987  | Australian Touring Car Championship        | 5     | Holden Commodore VK SSGroupA                        | Enzed Team Perkins      |
| 1988  | Australian Touring Car Championship        | 7     | Holden Commodore VL SSGroupA                        | Holden Special Vehicles |
| 1989  | Australian Touring Car Championship        | 17    | Holden Commodore VL SSGroupA SV                     | Perkins Engineering     |
| 1990  | Australian Touring Car Championship        | 11    | Holden Commodore VL SSGroupA SV                     | Perkins Engineering     |
| 1991  | Australian Touring Car Championship        | 11    | Holden Commodore VN SSGroupA                        | Advantage Racing        |
| 1992  | Australian Touring Car Championship        | 10    | Holden Commodore VL SSGroupA SV                     | Perkins Engineering     |
| 1993  | Australian Touring Car Championship        | 12    | Holden Commodore VL SSGroupA SV Holden Commodore VP | Castrol Perkins Racing  |
| 1994  | Australian Touring Car Championship        | 4     | Holden Commodore VP                                 | Castrol Perkins Racing  |
| 1995  | Australian Touring Car Championship        | 4     | Holden Commodore VR                                 | Castrol Perkins Racing  |
| 1996  | Australian Touring Car Championship        | 5     | Holden Commodore VR                                 | Castrol Perkins Racing  |
| 1997  | Australian Touring Car Championship        | 5     | Holden Commodore VS                                 | Castrol Perkins Racing  |
| 1998  | Australian Touring Car Championship        | 4th   | Holden Commodore VS                                 | Castrol Perkins Racing  |
| 1999  | V8Supercar Championship Series             | 9     | Holden Commodore VT                                 | Castrol Perkins Racing  |
| 2000  | V8Supercar Championship Series             | 13    | Holden Commodore VT                                 | Castrol Perkins Racing  |
| 2001  | V8Supercar Championship Series             | 14    | Holden Commodore VX                                 | Castrol Perkins Racing  |
| 2002  | V8Supercar Championship Series             | 18    | Holden Commodore VX                                 | Castrol Perkins Racing  |
| 2003  | V8Supercar Championship Series             | 36    | Holden Commodore VY                                 | Castrol Perkins Racing  |